# Le Cergne
Le Cergne és un municipi francès situat al departament del Loira i a la regió d'Alvèrnia-Roine-Alps. L'any 2007 tenia 705 habitants.

## Demografia

### Població
El 2007 la població de fet de Le Cergne era de 705 persones. Hi havia 286 famílies de les quals 68 eren unipersonals (28 homes vivint sols i 40 dones vivint soles), 103 parelles sense fills, 103 parelles amb fills i 12 famílies monoparentals amb fills.
La població ha evolucionat segons el següent gràfic:
Habitants censats

### Habitatges
El 2007 hi havia 341 habitatges, 286 eren l'habitatge principal de la família, 36 eren segones residències i 19 estaven desocupats. 298 eren cases i 42 eren apartaments. Dels 286 habitatges principals, 221 estaven ocupats pels seus propietaris, 60 estaven llogats i ocupats pels llogaters i 4 estaven cedits a títol gratuït; 1 tenia una cambra, 13 en tenien dues, 33 en tenien tres, 84 en tenien quatre i 155 en tenien cinc o més. 233 habitatges disposaven pel capbaix d'una plaça de pàrquing. A 117 habitatges hi havia un automòbil i a 145 n'hi havia dos o més.

### Piràmide de població
La piràmide de població per edats i sexe el 2009 era:
| Homes | Edats   | Dones |
| ----- | ------- | ----- |
| 0     | 95 o +  | 0     |
| 0     | 90 a 94 | 0     |
| 4     | 85 a 89 | 8     |
| 4     | 80 a 84 | 12    |
| 12    | 75 a 79 | 12    |
| 16    | 70 a 74 | 16    |
| 24    | 65 a 69 | 12    |
| 8     | 60 a 64 | 16    |
| 12    | 55 a 59 | 16    |
| 40    | 50 a 54 | 24    |
| 36    | 45 a 49 | 32    |
| 16    | 40 a 44 | 28    |
| 24    | 35 a 39 | 12    |
| 20    | 30 a 34 | 20    |
| 32    | 25 a 29 | 28    |
| 12    | 20 a 24 | 32    |
| 48    | 15 a 19 | 20    |
| 28    | 10 a 14 | 16    |
| 8     | 5 a 9   | 20    |
| 20    | 0 a 4   | 8     |

## Economia
El 2007 la població en edat de treballar era de 468 persones, 346 eren actives i 122 eren inactives. De les 346 persones actives 326 estaven ocupades (178 homes i 148 dones) i 20 estaven aturades (5 homes i 15 dones). De les 122 persones inactives 59 estaven jubilades, 40 estaven estudiant i 23 estaven classificades com a «altres inactius».

### Ingressos
El 2009 a Le Cergne hi havia 287 unitats fiscals que integraven 727,5 persones, la mediana anual d'ingressos fiscals per persona era de 18.390 €.

### Activitats econòmiques
Dels 39 establiments que hi havia el 2007, 1 era d'una empresa alimentària, 3 d'empreses de fabricació d'altres productes industrials, 13 d'empreses de construcció, 8 d'empreses de comerç i reparació d'automòbils, 3 d'empreses d'hostatgeria i restauració, 1 d'una empresa d'informació i comunicació, 3 d'empreses financeres, 4 d'empreses de serveis, 1 d'una entitat de l'administració pública i 2 d'empreses classificades com a «altres activitats de serveis».
Dels 15 establiments de servei als particulars que hi havia el 2009, 2 eren tallers de reparació d'automòbils i de material agrícola, 2 paletes, 3 guixaires pintors, 4 fusteries, 1 lampisteria, 1 electricista i 2 perruqueries.
Dels 3 establiments comercials que hi havia el 2009, 1 era una botiga de menys de 120 m², 1 una fleca i 1 una botiga de roba.
L'any 2000 a Le Cergne hi havia 3 explotacions agrícoles.

## Equipaments sanitaris i escolars
El 2009 hi havia una escola elemental.

## Poblacions més properes
El següent diagrama mostra les poblacions més properes.